# 三十二角形

正三十二角形

三十二角形（さんじゅうにかくけい、さんじゅうにかっけい、triacontadigon）は、多角形の一つで、32本の辺と32個の頂点を持つ図形である。内角の和は5400°、対角線の本数は464本である。

## 正三十二角形
正三十二角形においては、中心角と外角は11.25°で、内角は168.75°となる。一辺の長さが a の正三十二角形の面積 S は
{\displaystyle {\begin{aligned}S=&{\frac {32}{4}}a^{2}\cot {\frac {\pi }{32}}\\=&8\left(1+{\sqrt {2}}+{\sqrt {4+2{\sqrt {2}}}}+{\sqrt {8+4{\sqrt {2}}+2{\sqrt {20+14{\sqrt {2}}}}}}\right)a^{2}\\=&8\left(1+{\sqrt {2}}+{\sqrt {2(2+{\sqrt {2}})}}+{\sqrt {2(2+{\sqrt {2}})\left(2+{\sqrt {2+{\sqrt {2}}}}\right)}}\right)a^{2}\\\simeq &81.22536a^{2}\end{aligned}}}
{\displaystyle \cos(2\pi /32)}を有理数と平方根で表すことが可能である。
{\displaystyle \cos {\frac {2\pi }{32}}=\cos {\frac {\pi }{16}}=\cos 11.25^{\circ }={\frac {1}{2}}{\sqrt {2+{\sqrt {2+{\sqrt {2}}}}}}}

### 正三十二角形の作図
正三十二角形は定規とコンパスによる作図が可能な図形である。